# Источни Калимантан
Источни Калимантан (инд. Kalimantan Timur), једна је од 34 провинције Индонезије. Провинција се налази на острву Борнео или Калимантан, на северу Индонезије. Покрива укупну површину од 204.534 км² и има 3.553.143 становника (2010). 
Главни град је Самаринда.

## Демографија
Становништво чине: Јаванци (30%), Буги (18%), Банџари (14%), Кутаји (9%) и други. Ислам је доминантан (85%), те католицизам и протестантизам (14%).

## Привреда
Експлоатација дрвне грађе и шума уопште је једна од најважнијих привредних грана.
| 1971.   | 1980.     | 1990.     | 1995.     | 2000.     | 2010.     |
| ------- | --------- | --------- | --------- | --------- | --------- |
| 733.797 | 1.218.016 | 1.876.663 | 2.314.183 | 2.451.895 | 3.553.143 |

## Галерија
- Експлоатација шума